# Eddie Albert
Pour les articles homonymes, voir Albert.
Eddie Albert, de son vrai nom Edward Albert Heimberger, né le 22 avril 1906 à Rock Island, Illinois (États-Unis), mort le 26 mai 2005 à Pacific Palisades (Californie) d'une pneumonie, est un acteur et producteur américain.

## Biographie
Il naît le 22 avril 1906 dans l'Illinois. Il est l'aîné d'une fratrie de cinq enfants. Un an avant sa naissance, sa famille avait emménagé dans le Minnesota. Sa mère est femme au foyer et son père un homme d'affaires. À l'âge de six ans, il commence à travailler comme livreur de journaux. Puis vers treize ans, il est brimé par ses camarades en raison de son patronyme à consonance germanique.
Des débuts comme trapéziste puis chanteur, pionnier de la télévision dès 1936, combattant héroïque dans la guerre du Pacifique, il reprend après la guerre, auréolé de gloire, une prolifique et populaire carrière télévisuelle et cinématographique.
Eddie Albert participe énormément à l'environnement. Il se marie avec Margo, une actrice mexicaine, qui s’éteint en 1985, après presque quarante ans de mariage. Ils ont un fils, Edward Albert (1951-2006) et une fille adoptive. Durant son temps libre, Eddie Albert aime lire, jardiner, faire de la voile, du bateau, produire du vin, nager, jouer de la guitare, faire de l'apiculture, faire du golf, jouer au jokari, courir, sculpter et voyager[réf. nécessaire].
Il meurt le 26 mai 2005, des suites d'une pneumonie, à l'âge de 99 ans. Auparavant, il s'était battu contre la maladie d'Alzheimer pendant plusieurs années. Son fils succombe à un cancer du poumon le 22 septembre 2006.

## Filmographie

### Comme acteur

#### Cinéma
- 1938 : Les Cadets de Virginie (Brother Rat) de William Keighley : Bing Edwards
- 1939 :
  - Sur les pointes (On Your Toes) de Ray Enright : Phil Dolan, Jr.
  - Quatre Jeunes Femmes (Four Wives), de Michael Curtiz : Dr Clinton 'Clint' Forrest Jr.
- 1940 :
  - Brother Rat and a Baby de Ray Enright : Bing' Edwards
  - An Angel from Texas de Ray Enright : Peter Coleman
  - My Love Came Back de Curtis Bernhardt : Dusty Rhodes
  - Une dépêche Reuter (A Dispatch from Reuter's) de William Dieterle : Max Wagner
- 1941 :
  - Femmes adorables (Four Mothers) de William Keighley : Clint Forrest
  - The Great Mr. Nobody (en) de Benjamin Stoloff : Robert 'Dreamy' Smith
  - L'Amour et la Bête (The Wagons Roll at Night) de Ray Enright : Matt Varney
  - Thieves Fall Out de Ray Enright : Edward 'Eddie' Barnes
  - Out of the Fog de Anatole Litvak : George Watkins
- 1942 :
  - Treat 'Em Rough de Ray Taylor : Bill Kingsford, aka The Panama Kid
  - L'Escadrille des aigles (Eagle Squadron) d'Arthur Lubin : Leckie
- 1943 :
  - Lady Bodyguard de William Clemens : Terry Moore
  - Ladies' Day (en) de Leslie Goodwins : Wacky Waters
  - Bombardier de Richard Wallace : Tom Hughes
- 1946 :
  - Strange Voyage de Irving Allen : Chris Thompson
  - Rendezvous with Annie de Allan Dwan : Cpl. Jeffrey Dolan
- 1947 :
  - Mariage parfait (The Perfect Marriage) de Lewis Allen : Gil Cummins
  - Hit Parade of 1947 de Frank McDonald : Kip Walker
  - Une vie perdue (Smash-Up: The Story of a Woman) de Stuart Heisler : Steve Nelson
  - Désirs de bonheur (Time Out of Mind) de Robert Siodmak : Jake Bullard
- 1948 :
  - Le Bourgeois téméraire (en) (The Dude Goes West) de Kurt Neumann : Daniel Bone
  - L'Extravagante Mlle Dee (You Gotta Stay Happy) de H. C. Potter : Bullets Baker
  - La Course aux maris (Every Girl Should Be Married), de Don Hartman : Harry Proctor / 'Vieux' Joe
- 1950 : En plein cirage (The Fuller Brush Girl) de Lloyd Bacon : Hubbell Briggs
- 1951 :
  - La marine est dans le lac (You're in the Navy Now) d'Henry Hathaway : Lt. Bill Barron
  - Folies de Broadway (Meet Me After the Show) de Richard Sale : Chris Leeds
- 1952 :
  - Actor's and Sin (en) de Ben Hecht : Orlando Higgens (Woman of Sin sequence)
  - Un amour désespéré (Carrie) de William Wyler : Charles Drouet
- 1953 : Vacances romaines (Roman Holiday) de William Wyler : Irving Radovich
- 1955 :
  - L'Héritière de Las Vegas (en) (The Girl Rush) de Robert Pirosh : Elliot Atterbury
  - Oklahoma ! de Fred Zinnemann : Ali Hakim
  - Une femme en enfer (I'll Cry Tomorrow) de Daniel Mann : Burt McGuire
- 1956 :
  - Attaque (Attack!) de Robert Aldrich : Capt. Erskine Cooney
  - La Petite Maison de thé (The Teahouse of the August Moon) de Daniel Mann : Capt. McLean
- 1957 :
  - Le soleil se lève aussi (The Sun Also Rises) de Henry King : Bill Gorton
  - Le Pantin brisé (The Joker is Wild) de Charles Vidor : Austin Mack
- 1958 :
  - Ordres d'exécution (Orders to Kill) de Anthony Asquith : Major MacMahon
  - Trafiquants d'armes à Cuba (The Gun Runners) de Don Siegel : Hanagan
  - Les Racines du ciel (The Roots of Heaven) de John Huston : Ebe Fields
- 1959 : Un matin comme les autres (Beloved Infidel) de Henry King : Bob Carter
- 1961 :
  - Les Blouses blanches (The Young Doctors) : Dr Charles Dornberger
  - The Two Little Bears de Randall Hood : Harry Davis
- 1962 :
  - Madison Avenue de H. Bruce Humberstone : Harvey Holt Ames
  - Le Jour le plus long (The Longest Day) de Ken Annakin, Andrew Marton, Bernhard Wicki, Gerd Oswald et Darryl F. Zanuck : Col. Thompson
  - L'Inconnu du gang des jeux (Who's Got the Action?) de Daniel Mann : Clint Morgan
- 1963 :
  - Le Grand Retour (Miracle of the White Stallions) d'Arthur Hiller : Rider Otto
  - Le Combat du Capitaine Newman (Captain Newman) de David Miller : Col. Norval Algate Bliss
- 1965 : The Party's Over de Guy Hamilton : Ben
- 1966 : Frontière chinoise (7 Women) de John Ford : Charles Pether
- 1972 : Le Brise-cœur (The Heartbreak Kid) de Elaine May : Duane Corcoran
- 1974 :
  - Un silencieux au bout du canon (McQ) de John Sturges : Kosterman
  - The Take de Brad Furman : Chef Berrigan
  - Plein la gueule (The Longest Yard) de Robert Aldrich : Warden Hazen
- 1975 :
  - La Montagne ensorcelée (Escape to Witch Mountain) de John Hough : Jason O'Day
  - La Pluie du diable (The Devil's Rain) de Robert Fuest : Dr Samuel 'Sam' Richards
  - L'Infirmière de la compagnie casse-cou (Whiffs) de Ted Post : Col. Lockyer
  - La Cité des dangers (Hustle) de Robert Aldrich : Leo Sellers
- 1976 :
  - Birch Interval de Delbert Mann : Pa Strawacher
  - Les Flics aux trousses (Moving Violation) de Charles S. Dubin : Alex Warren
- 1979 : Airport 80 Concorde de David Lowell Rich : Elie Sands
- 1980 :
  - Les nanas jouent et gagnent (How to Beat the High Co$t of Living) de Robert Scheerer : Max
  - Mister Gaffes (Foolin' Around) de Richard T. Heffron : Daggett
- 1981 :
  - Gabrielle (Yesterday) de Larry Kent : Bart Kramer
  - Take This Job and Shove It (en) de Gus Trikonis : Samuel Ellison
- 1982 : Yes, Giorgio de Franklin J. Schaffner : Henry Pollack
- 1984 :
  - Dreamscape de Joseph Ruben : Le président
  - The Act de Sig Shore : Harry Kruger
- 1985 :
  - Toubib Academy numéro un (en) (Stitches) de Rod Holcomb et Alan Smithee : Dean Bradley
  - Head Office de Ken Finkleman : Pete Helmes
- 1987 : Turnaround de Ola Solum : Theo
- 1989 :
  - The Big Picture de Christopher Guest : M.C.
  - Brenda Starr (en) de Robert Ellis Miller : Le chef de police Maloney
- 1994 :
  - Death Valley Memories de Ted Faye : Le narrateur
  - Headless! de Lawrence Guterman : Sherif George

#### Télévision
- 1951 et 1953 : Studio One (série télévisée) : John Peter Zenger
- 1952 : Leave It to Larry (série télévisée) : Larry Tucker
- 1953 :
  - Season's Greetings (téléfilm)
  - Nothing But the Best (série télévisée) : Host
  - 1984  (téléfilm de William Templeton) : Winston
- 1954 et 1958 : Letter to Loretta (série télévisée) : Lionel Kent / Max Asher / Tiger Tipton
- 1955 :
  - A Connecticut Yankee (téléfilm) : Hank Martin
  - The Chocolate Soldier (téléfilm) : Bumerli
- 1956 : Our Mr. Sun (téléfilm) : L'écrivain de fiction
- 1956-1957 : Climax! (série télévisée) : Barney Kanda / David Adams / Gabe Douglas
- 1957 et 1962 : La Grande Caravane (Wagon Train) (série télévisée) : John Darro / Kurt Davos
- 1958 : Studio 57 (série télévisée) : Jim Hammond
- 1959 :
  - Riverboat (série télévisée) : Dan Simpson
  - Playhouse 90 (série télévisée) : Leroy Dawson / Oliver Erwenter
- 1961 :
  - The Spiral Staircase (téléfilm)
  - Frontier Circus (en) (série télévisée) : Dr Payton Jordan
- 1962 :
  - Le Gant de velours (The New Breed) (série télévisée) : Walter Cowley
  - Ben Casey (série télévisée) : Gene Billstrom
  - Le Virginien (The Virginian) (série télévisée) : Cal Kroeger
- 1963 :
  - Combat ! (Combat!) (série télévisée) : Phil
  - Le Plus Grand Chapiteau du monde (The Greatest Show on Earth) (série télévisée) : Frank Land
  - The Eleventh Hour (en) (série télévisée) : Ken Downer
  - Sam Benedict (série télévisée) : Lewis Wiley
  - La Route des rodéos (The Wide Country) (série télévisée) : Duke Donovan
  - Le Jeune Docteur Kildare (Dr Kildare) (série télévisée) : Dr Norman French
- 1964 :
  - Der Nußknacker (téléfilm) : Hôte / Narrateur (U.S.version)
  - The Lieutenant (série télévisée) : R. Cameron O'Rourke
  - Mr. Novak (série télévisée) : Charlie O'Rourke
  - Voyage au fond des mers (Voyage to the Bottom of the Sea) (série télévisée) : Fred Wilson
  - Rawhide (série télévisée) : Taylor Dickson
  - The Reporter (en) (série télévisée) : Paul Pollard
  - Au-delà du réel (The Outer Limits) (série télévisée) : Andy Thorne
- 1965 :
  - L'Homme à la Rolls (Burke's Law) (série télévisée) : Arthur J. Poindexter
  - The Rogues (série télévisée) : Gregg Roberts
  - Des agents très spéciaux (The Man from U.N.C.L.E.) (série télévisée) : Brother Love
- 1965-1968 : Petticoat Junction (série télévisée) : Oliver Wendell Douglas
- 1965-1971 : Les Arpents verts (Green Acres) (série télévisée) : Oliver Wendell Douglas
- 1968 :
  - Mouse on the Mayflower (TV) : Capt. Standish (voix)
  - The Beverly Hillbillies (série télévisée) : Oliver Wendell Douglas
- 1971 :
  - Columbo : Poids mort (Dead Weigh) (série télévisée) : Maj. Gen. Martin J. Hollister
  - Enlèvement par procuration (See the Man Run) (téléfilm) : Dr Thomas Spencer
- 1972 :
  - The Lorax (téléfilm) : Le narrateur (Voix)
  - Un shérif à New York (McCloud) (série télévisée) : Roy Erickson
  - Fireball Forward (téléfilm) : Col. Douglas Graham
- 1973 :
  - Daddy's Girl (téléfilm)
  - Les Chapardeurs (The Borrowers) (téléfilm) : Pod Clock
- 1974 :
  - Benjamin Franklin (série télévisée) : Benjamin Franklin
  - Kung-Fu (série télévisée) : Dr Georges Baxter
- 1975 : Promise Him Anything (téléfilm) : Pop
- 1975-1978 : Switch (série télévisée) : Frank MacBride
- 1978 :
  - Evening in Byzantium (téléfilm) : Brian Murphy
  - Crash (téléfilm) : Capt. Dunn
  - The Word (Feuilleton TV) : Ogden Towery
- 1980 :
  - Trouble in High Timber Country (téléfilm) : Carroll Yeager
  - La Plantation (Beulah Land) (Feuilleton TV) : Felix Kendrick
- 1981 :
  - The Oklahoma City Dolls (téléfilm) : Coach Homer Sixx
  - L'Homme qui tombe à pic (The Fall Guy) (série télévisée) : John Cramer
  - Peter and Paul (téléfilm) : Festus
  - Les Survivants du Goliath (Goliath Awaits) (téléfilm) : Amiral Wiley Sloan
- 1982 :
  - Beyond Witch Mountain (téléfilm) : Jason O'Day
  - Disney Parade (série télévisée) : Jason O'Day
  - Rooster (en) (téléfilm) : Rev. Harlan Barnum
- 1983 :
  - The Demon Murder Case (TV) : Père Dietrich
  - La croisière s'amuse (The Love Boat) (série télévisée) : Burton Loockwood
  - Simon et Simon (série télévisée) : Juge Elliott Morris Taylor
- 1984 : Burning Rage (téléfilm) : Will Larson
- 1985 :
  - Flynn, agent double (In Like Flynn) (téléfilm) : Bill White
  - Hôtel (série télévisée) : MacDonald 'Mack' Erickson
- 1986 : Dress Gray (en) de Glenn Jordan (téléfilm) : Juge Hand
- 1987 :
  - Mercy or Murder? (téléfilm) : Joe Varon
  - Falcon Crest (série télévisée) : Carlton Travis
- 1988 :
  - War and Remembrance (en) (feuilleton TV) : Breckinridge Long
  - Arabesque (Murder She Wrote) (série télévisée) : Jackson Lane
  - La Cinquième Dimension (The Twilight Zone) (série télévisée) : Roger Simpson Leads
- 1989 : Génération Pub (Thirtysomething) (série télévisée) : Charlie Weston
- 1990 :
  - Return to Green Acres (téléfilm) : Oliver Wendell Douglas
  - Ray Bradbury présente (Ray Bradbury presents) (série télévisée) : Jonathan Hughes
- 1991 : The Girl from Mars (téléfilm) : Charles
- 1993 :
  - Time Trax (en) (série télévisée) : Noah
  - The Golden Palace (série télévisée) : Bill Douglas
  - Hôpital central (General Hospital) (série télévisée) : Jack Boland #1
  - Au cœur d'Okavango (Okavango: The Wild Frontier) (série télévisée) : Oncle Bill Scofield
- 1995 : Pieds nus dans la jungle des studios (The Barefoot Executive) (téléfilm) : Herbert Gower
- 1995-1997 : Spider-Man (série télévisée) : Vulture / Adrian Toomes
- 1997 : California (série télévisée) : Ben McKay

### Comme producteur
- 1946 : Human Growth
- 1946 : Human Beginnings